# الاهواب (المراونة)

تعديل مصدري - تعديل

الاهواب محلة تابعة لقرية المراونة، التابعة لعزلة حليان بمديرية مذيخرة إحدى مديريات محافظة إب في الجمهورية اليمنية، بلغ تعداد سكانها 32 حسب تعداد اليمن لعام 2004.